# Sphenomorphus nigrolabris
Sphenomorphus nigrolabris este o specie de șopârle din genul Sphenomorphus, familia Scincidae, descrisă de Günther 1873. Conform Catalogue of Life specia Sphenomorphus nigrolabris nu are subspecii cunoscute.